# Tmarus wiedenmeyeri
Tmarus wiedenmeyeri là một loài nhện trong họ Thomisidae.
Loài này thuộc chi Tmarus. Tmarus wiedenmeyeri được Ehrenfried Schenkel-Haas miêu tả năm 1953.